# 雅克·拉塔斯特
雅克·拉塔斯特（法語：Jacques Lataste，1922年6月7日—2011年11月10日），法国男子击剑运动员。他曾获得1948年和1952年夏季奥运会击剑比赛男子花剑团体金牌。他也参加了1956年夏季奥运会，获得男子花剑团体银牌。